# Re:publica

Logo

Die re:publica ist eine Konferenz zur digitalen Gesellschaft, speziell Netzkultur, Netzpolitik, Weblogs und weiteren sozialen Medien. Die Konferenz wird seit 2007 jährlich in Berlin veranstaltet. An drei Tagen werden in Vorträgen und Workshops verschiedene Themenfelder behandelt, von Medien und Kultur über Politik und Technik bis zu Entertainment. Einige Vorträge und Diskussionsrunden werden als Audio- oder Videostream live ins Netz übertragen.
Der Name leitet sich vom Wort Republik und dem lateinischen Begriff res publica (wörtlich übersetzt: „öffentliche Sache“) ab. Der Doppelpunkt ist eine Anspielung auf das englischsprachige Antwortkürzel „re:“ in der Betreffzeile einer E-Mail.
Veranstalter sind die Betreiber der deutschen Blogs Spreeblick und Netzpolitik.org, die für die Veranstaltung 2011 die republica GmbH gegründet haben. Die Veranstaltungsreihe wird unter anderem durch das Medienboard Berlin-Brandenburg und die Bundeszentrale für politische Bildung gefördert. So erhielten re:publica und die parallel stattfindende TINCON 2023 Bundesförderungen in Höhe von 370.000 Euro.

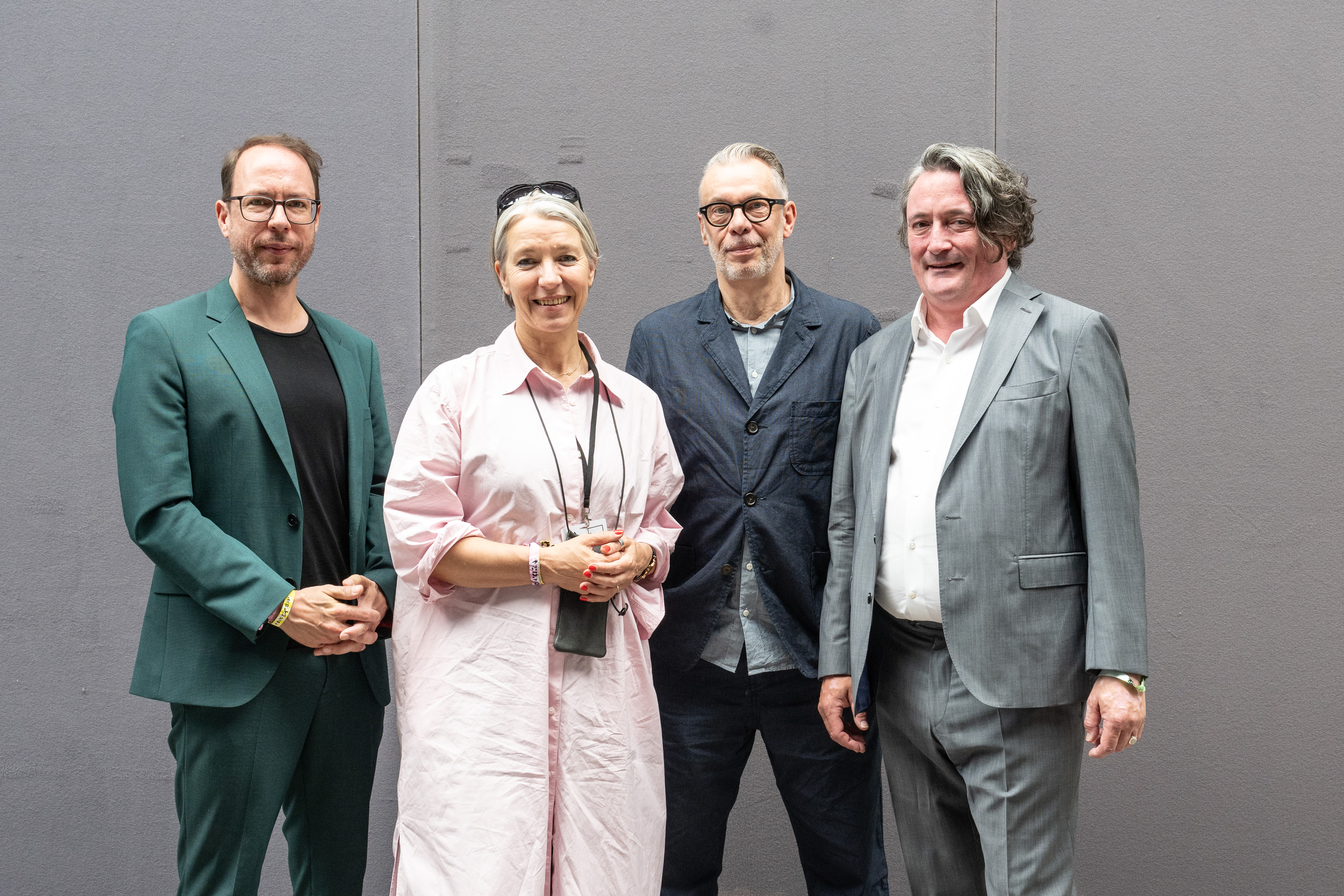
Die Gründer (v.l.) Markus Beckedahl, Tanja Haeusler, Johnny Haeusler, Andreas Gebhard, auf der re:publica 2024.

## Liste der Veranstaltungen

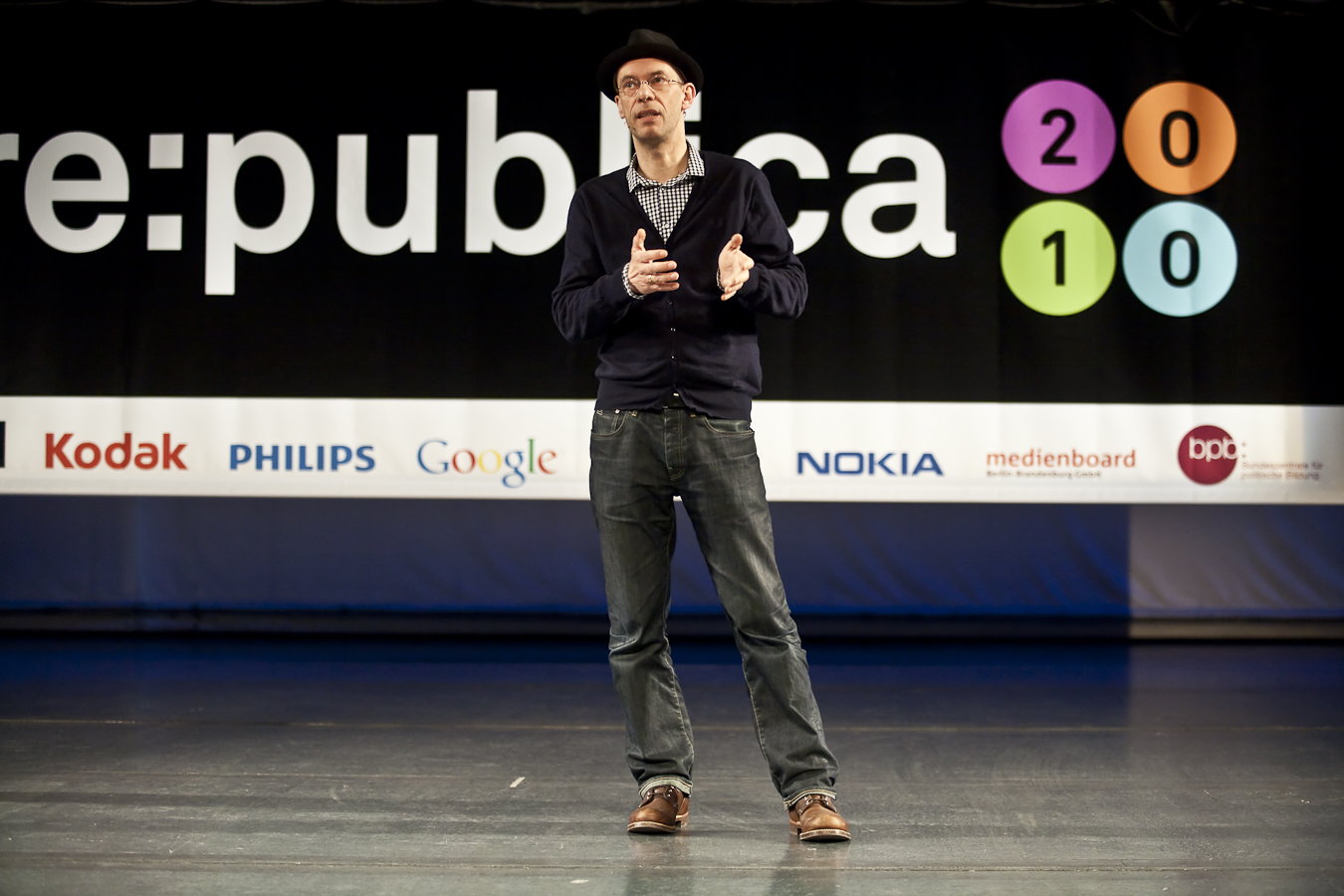
Johnny Haeusler auf der re:publica 2010

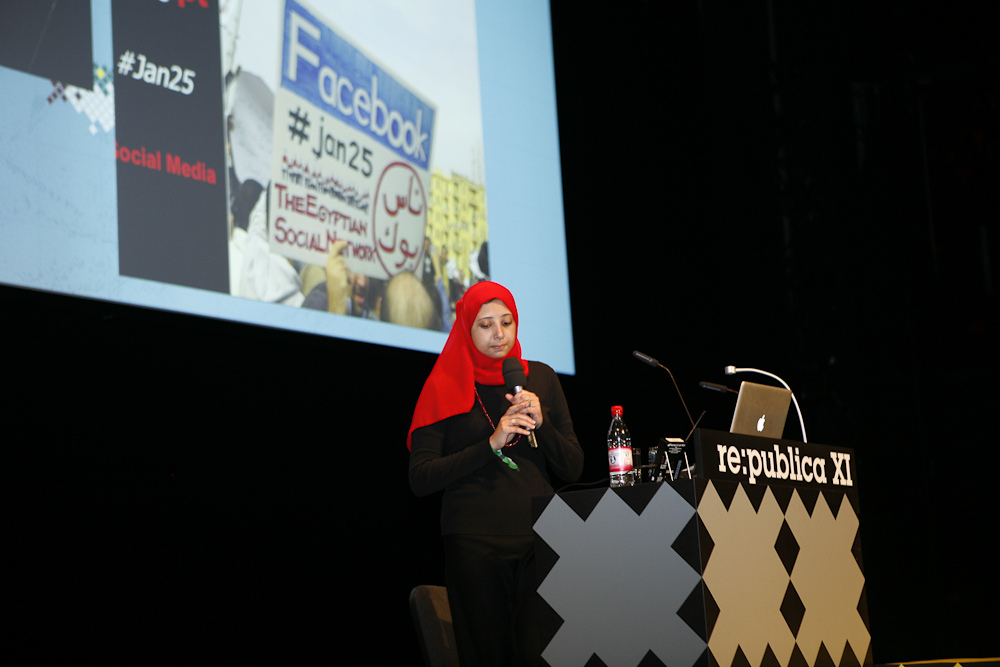
Die ägyptische Bloggerin Noha Atef auf der re:publica 2011

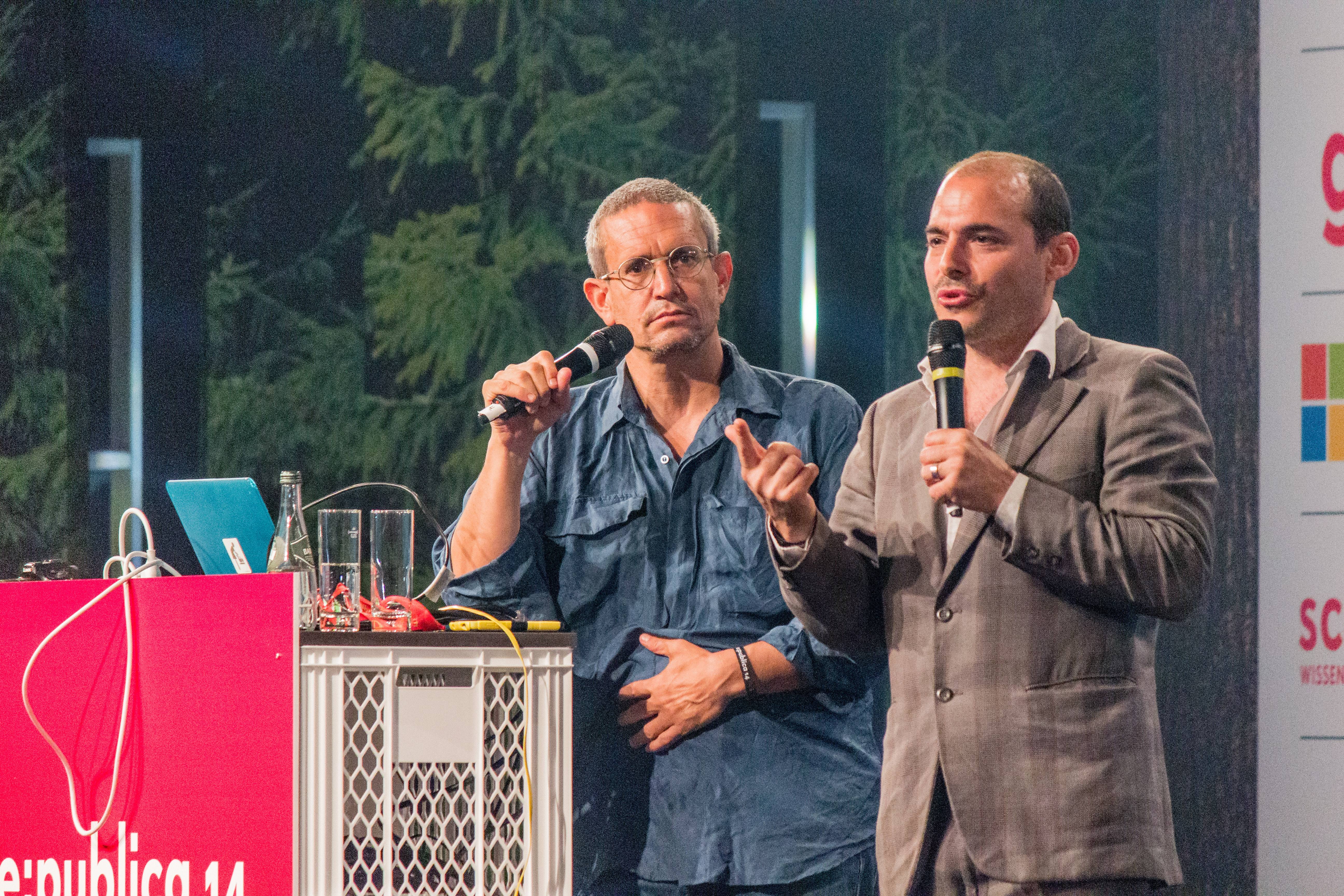
The Yes Men auf der re:publica 2014

### 2007
Die erste re:publica-Konferenz fand mit etwa 700 Besuchern vom 11. bis zum 13. April 2007 in Berlin-Mitte in der Kalkscheune statt. Das Motto lautete Leben im Netz.

### 2008
Die re:publica 2008 fand vom 2. bis 4. April 2008 in der Berliner Kalkscheune statt und hatte über 800 Besucher. Ein Kernthema war der Datenschutz.
Themenanriss der Veranstalter: „Das Konferenz-Motto ‚Die kritische Masse‘ steht für verschiedene Seiten des gleichen Komplexes: Das Internet und neue Kommunikationsformen werden immer mehr in das Leben der Menschen integriert. Web-2.0-Anwendungen entwickeln sich zu Selbstläufern. Und zum anderen steht auch die Fähigkeit der Masse zur Kritik im Zentrum des dreitägigen Events.“

### 2009
Friedrichstadt-Palast und Kalkscheune, 1.–3. April 2009, etwa 1500 Besucher (ausverkauft)
Themenanriss der Veranstalter: „Das Konferenz-Motto ‚Shift happens‘ (‚Veränderung passiert‘) steht für den rasanten Wandel des Mediensystems: Das Internet und neue Kommunikationsformen werden immer mehr in das Leben der Menschen integriert. Web-2.0-Anwendungen entwickeln sich zu Selbstläufern.“
Kernthemen auf der re:publica 2009 waren Urheberrechtsfragen und politische Aspekte der Internetnutzung.

### 2010
Die re:publica 2010 fand vom 14. bis zum 16. April 2010 im Friedrichstadt-Palast, in der Kalkscheune und im Quatsch Comedy Club (Keller im Friedrichstadt-Palast) statt. Sie hatte rund 2.700 Besucher, die sich auf 250 Terminen trafen, und wurde damit als größte Veranstaltung dieser Art in Deutschland charakterisiert.

### 2011
Die re:publica 2011 fand vom 13. bis 15. April 2011 an denselben Veranstaltungsorten wie im Vorjahr statt. Sie hatte etwa 3.000 Teilnehmer bei 169 Vorträgen und Workshops. Der Anteil an Frauen unter den Vortragenden konnte auf 30 Prozent erhöht werden. Zum Auftakt der Konferenz gab Markus Beckedahl die Gründung des Vereins „Digitale Gesellschaft“ bekannt, der netzpolitische Themen nach dem Vorbild von Greenpeace weg vom Interesse der „Nerds“ in den Mittelpunkt gesellschaftlicher Diskussion stellen möchte. Zu den Themen gehörten unter anderem die politischen Aktivitäten des Internetkollektivs Anonymous, das Ausmaß an gewünschter Privatsphäre oder Offenheit in sozialen Netzwerken und die Initiative des Vereins Wikimedia Deutschland, die Internetenzyklopädie Wikipedia zum ersten digitalen Weltkulturerbe werden zu lassen. Daniel Domscheit-Berg erläuterte das Projekt OpenLeaks, das sich durch umfangreiche Vorarbeiten verzögert habe, technisch nun weitgehend fertiggestellt sei und eine politisch neutrale Alternative zu WikiLeaks werden wolle.

### 2012
Die re:publica 2012 fand unter dem Motto Act!on vom 2. bis 4. Mai 2012 in der Station-Berlin, einem Teil des Berlin Dresdener Bahnhofs, statt. Rund 350 Redner aus über 30 Ländern traten auf acht Bühnen auf. Im Vorfeld trafen die Organisatoren die Entscheidung, die re:publica zu vergrößern. Dazu wurde die Veranstaltung in die STATION verlegt und die „re:publica GmbH“ zur finanziellen Absicherung gegründet, 30–40 Leute wurden zur Planung und Durchführung der Konferenz als Vollzeitkräfte beschäftigt. Zum ersten Mal wurde die re:publica auch als Bildungsveranstaltung anerkannt, sodass Teilnehmer der Konferenz Bildungsurlaub beantragen konnten.
Der Medienpartner Spiegel Online bot einen Livestream der Hauptbühne auf spiegel.de an. Die Aktion Mensch stiftete zur Barrierefreiheit für fünf Vorträge Schrift- und Gebärdensprachdolmetscher.
Einen Höhepunkt der Veranstaltung stellte das Interview mit Steffen Seibert dar, der über seine Twitter-Aktivitäten als Regierungssprecher berichtete. Ein größeres Medienecho entfachte die EU-Kommissarin Neelie Kroes, die in ihrem Vortrag den Satz „Macht euch keine Sorgen mehr wegen ACTA“ sagte, da sie nicht davon ausgeht, dass das umstrittene EU-Abkommen die nötige Mehrheit im EU-Parlament bekommt. Sie forderte eine Lösung ohne ACTA oder SOPA.

### 2013

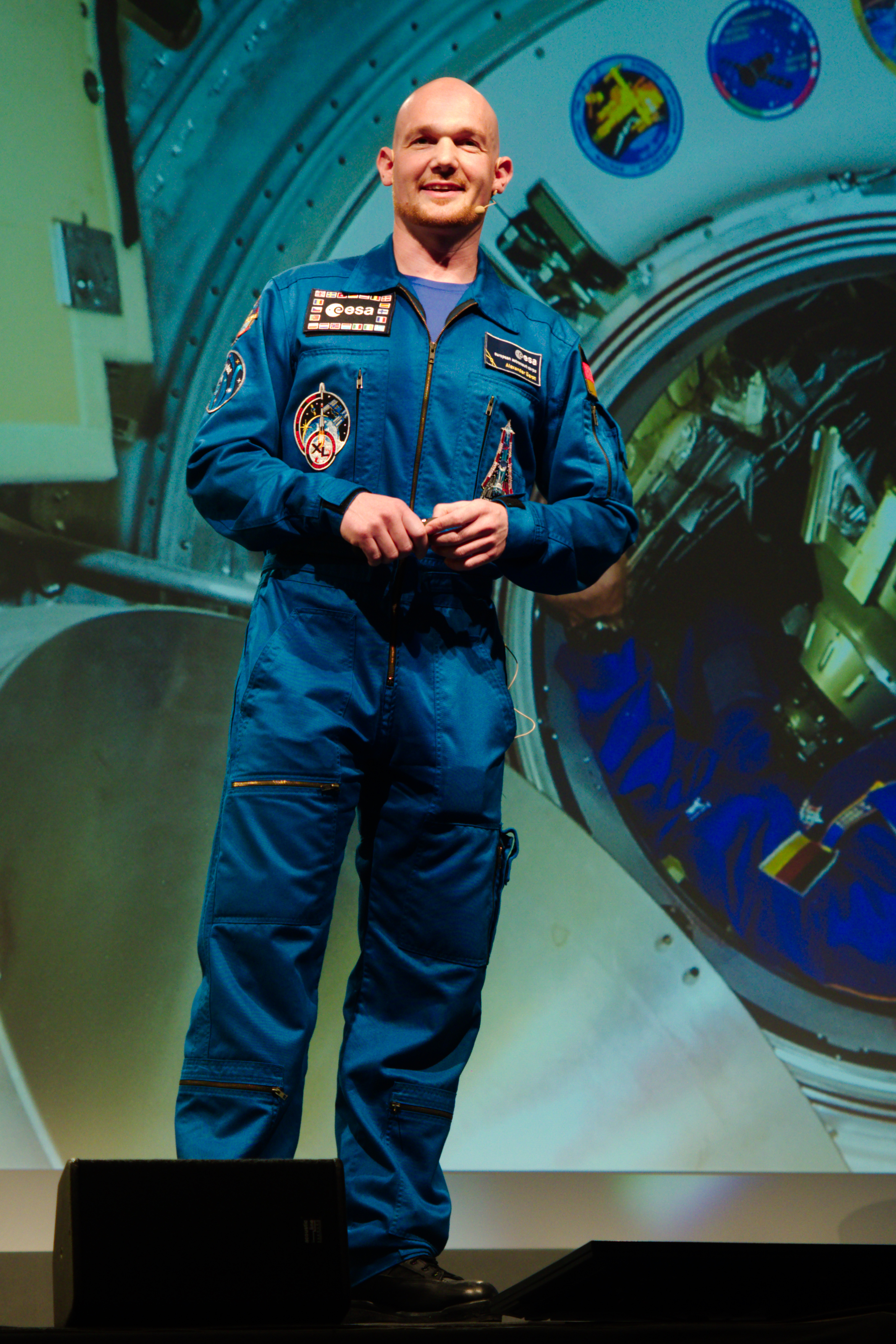
Alexander Gerst auf der re:publica 2015

Die re:publica 2013 fand vom 6. bis zum 8. Mai 2013 unter dem Motto IN/SIDE/OUT statt. Veranstaltungsort war zum zweiten Mal die STATION Berlin. Es wurden 5.000 Besucher erwartet, eingeladen waren 350 Redner. Dazu zählen zum Beispiel Graham Linehan, Gunter Dueck und Yoani Sánchez. Unter den Partnern der Konferenz war zum zweiten Mal Spiegel Online vertreten.

### 2014
Die achte re:publica fand vom 6. bis 8. Mai 2014 in der Station Berlin statt. Sie hatte über 6.000 Teilnehmer, 350 Sessions und 18 Bühnen. Das Motto lautete Into the Wild.

### 2015
Die neunte re:publica fand vom 5. bis 7. Mai 2015 in der Station Berlin statt. Sie hatte über 7000 Teilnehmer und 450 Vortragende. Das Motto lautete Finding Europe.

### 2016

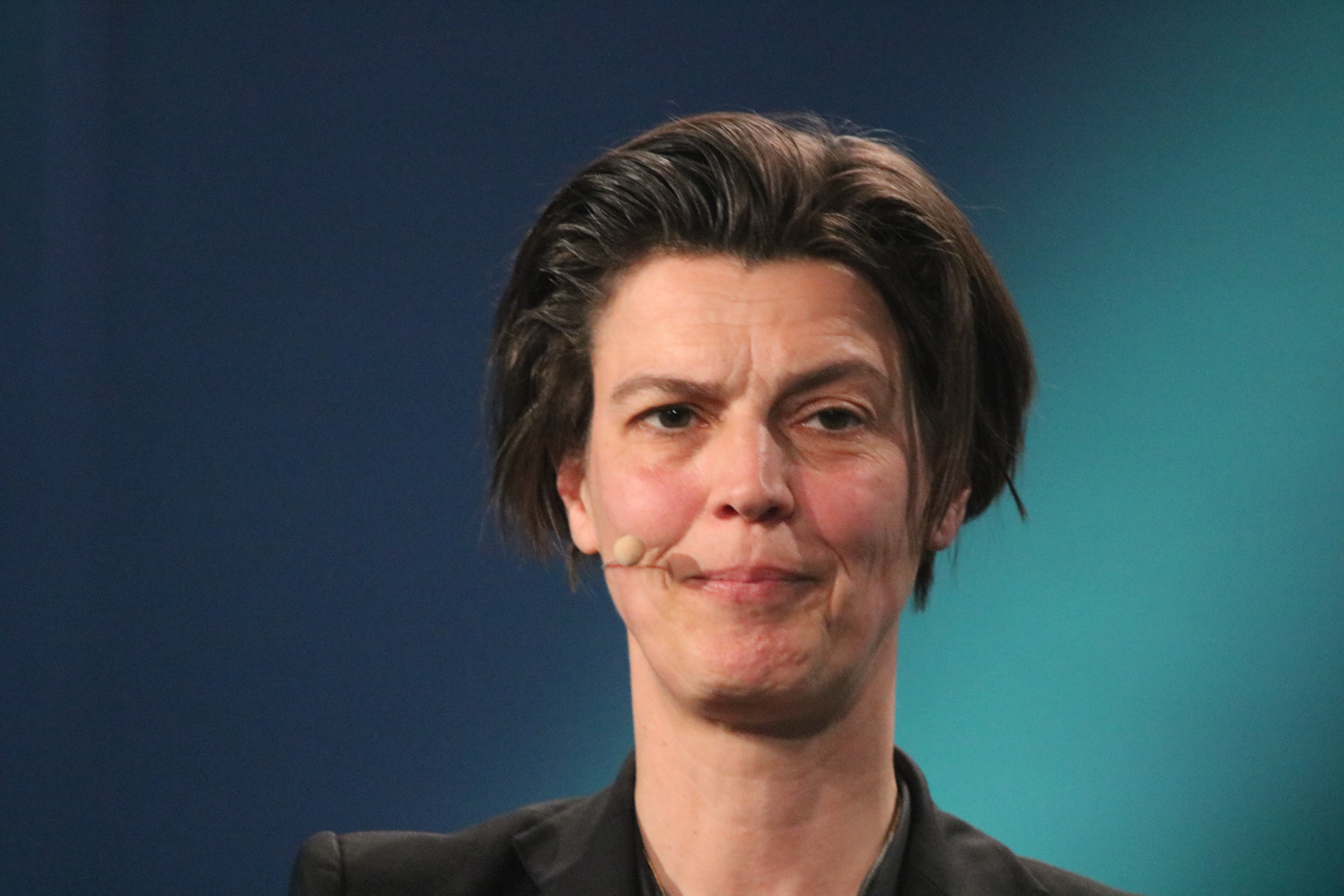
Carolin Emcke auf der re:publica 2016

Die zehnte Ausgabe der re:publica fand vom 2. bis zum 4. Mai 2016 in der Station Berlin statt. Mit über 8.000 Besuchern gab es wieder einen Besucherrekord. Keynotes hielten Richard Sennett, Thomas Fischer, Carolin Emcke, Eben Moglen und Geoffroy de Lagasnerie. Andrea Nahles war für ein Townhallmeeting da. Unter den etwa 850 Vortragenden waren Gunter Dueck, Sascha Lobo, Randall Munroe, und Trevor Paglen, Felix Reda, Barbara van Schewick und Saskia Sassen.
Zum ersten Mal gab es ein labore:tory. Dort wurde das Thema virtuelle Realität aus verschiedenen Blickwinkeln betrachtet. Neu waren Meetups, wo sich Gleichgesinnte in einem eigens geschaffenen Bereich (Networking Area) austauschen konnten. Außerdem gab es die neue Veranstaltung „Performersion – Days of Performing & Immersive Arts“. Es war ein zweitägiges Programm zu darstellenden Künsten und Technologie.
In einem Vortrag gleich am Beginn der re:publica 2016 stellte Greenpeace geleakte Informationen zum Freihandelsabkommen TTIP vor, das sogenannte TTIPleaks.

### 2017
Die 11. re:publica fand vom 8. Mai bis zum 10. Mai 2017 erneut in der Station Berlin statt. Das Motto Love out Loud! war inspiriert durch den Vortrag „Organisierte Liebe“ von Kübra Gümüşay im Vorjahr. Vorträge wurden unter anderem von Danny O’Brien, Martin Ehrenhauser, Carolin Emcke, Trevor Paglen, Felix Stalder und Elisabeth Wehling gehalten.

### 2018
Die 12. re:publica fand vom 2. Mai bis zum 4. Mai 2018 unter dem Motto POP (The Power of People) statt. Für eigene Vorträge eingeladen waren unter anderem Ranga Yogeshwar, Rebecca MacKinnon, Katherine Maher, Dunja Hayali, Silke Burmester, Kai Gniffke, Sibylle Berg, Marc-Uwe Kling, Juli Zeh, Eyal Weizman, Chelsea Manning, Trebor Scholz, Nanjala Nyabola und Orit Halpern. Am Eröffnungstag der Messe gab es eine Guerilla-Marketing-Aktion der Bundeswehr, die kontroverse Diskussionen über die Zulassung des uniformierten Militärs zur Veranstaltung ausgelöst hat.

### 2019

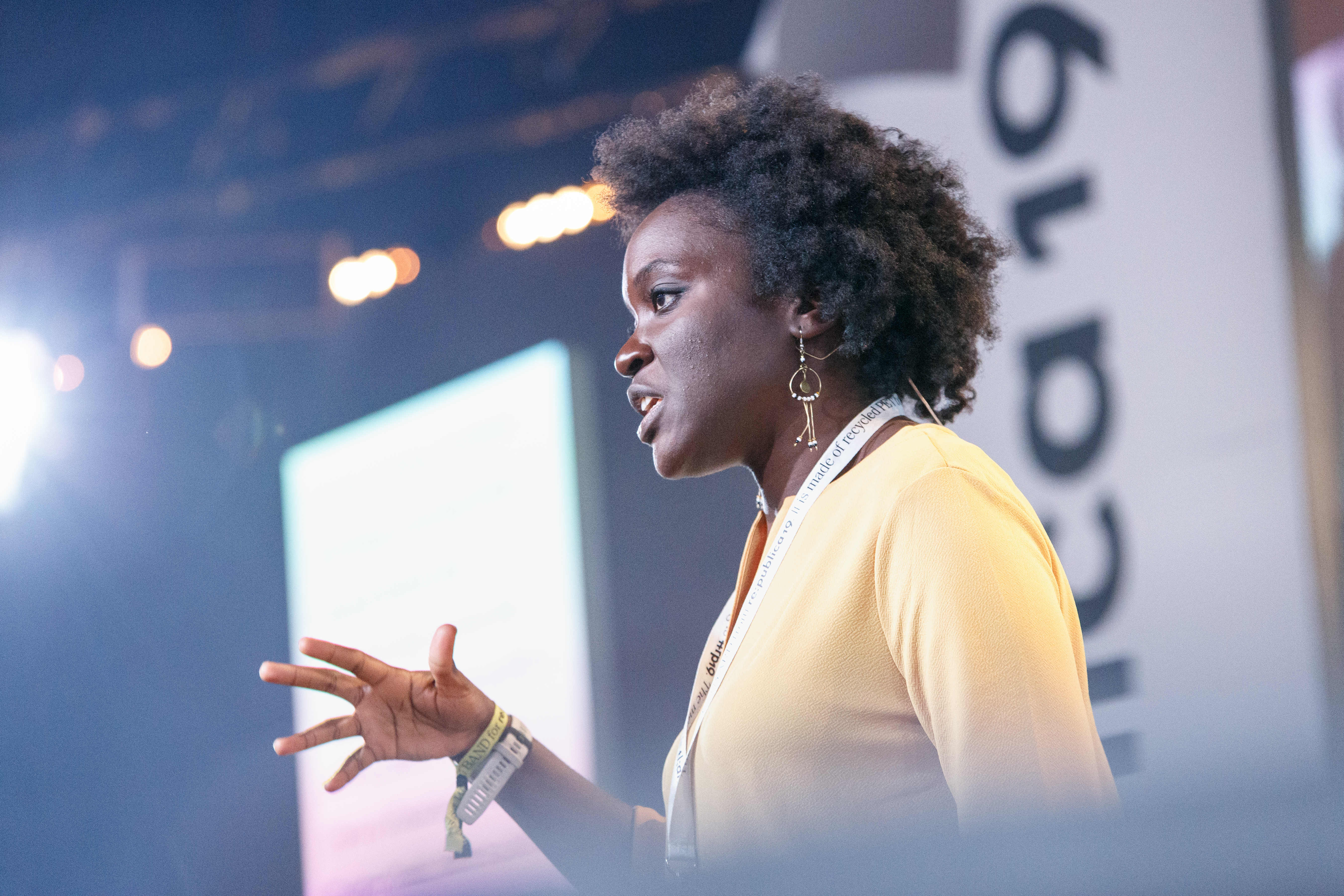
Re:publica 19, Tag 2, Talk von Nanjala Nyabola zum Thema "What Tech Can’t Fix"

Die 13. re:publica fand vom 6. Mai bis zum 8. Mai 2019 in Berlin-Kreuzberg zusammen mit der MEDIA CONVENTION Berlin unter dem Motto tl;dr (Internet-Slang für too long; didn’t read) statt. Bundespräsident Frank-Walter Steinmeier eröffnete die Netzkonferenz. Aufgetreten sind unter anderem der Direktor des Potsdam-Instituts für Klimafolgenforschung Johan Rockström, Umweltministerin Svenja Schulze, Fridays-for-Future-Repräsentantin Luisa Neubauer, der Chefverhandler der EU-Urheberrechtsreform Axel Voss, sowie Astronaut Alexander Gerst.

### 2020
Die 14. re:publica fand am 7. Mai 2020 als eintägige reine Online-Veranstaltung statt. Sie wurde aufgrund der COVID-19-Pandemie in Deutschland als Online-Konferenz-Format re-publica.tv neu konzipiert. Ursprünglich sollte die 14. re:publica als physische Veranstaltung vom 6. bis 8. Mai 2020 in Berlin unter dem Motto ASAP stattfinden.

### 2021

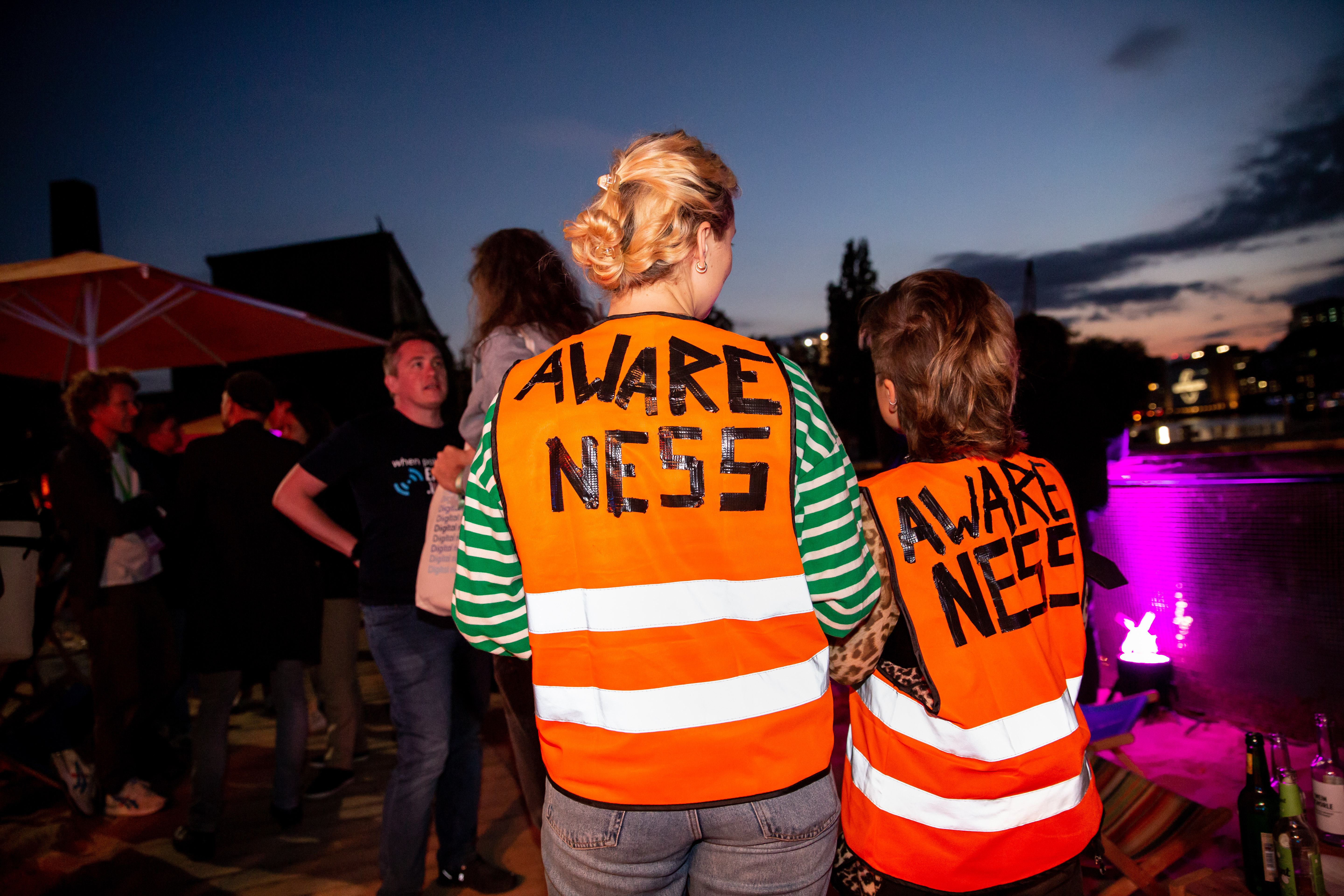
Mitglieder des Awareness-Teams 2022

Die 15. re:publica fand vom 20. bis 22. Mai 2021 aufgrund der weiter anhaltenden COVID-19-Pandemie ebenfalls als Online-Veranstaltung unter dem Motto In the Mean Time statt. Parallel dazu fanden ebenfalls als Online-Veranstaltung die MEDIA CONVENTION Berlin und die TINCON statt.

### 2022
Die 16. re:publica fand vom 8. bis zum 10. Juni 2022 in der Arena Berlin und dem Festsaal Kreuzberg statt. Das Motto lautete Any Way the Wind Blows (ein Zitat aus dem Songtext von Bohemian Rhapsody). Zum ersten Mal wurde ein Awareness-Team eingesetzt.

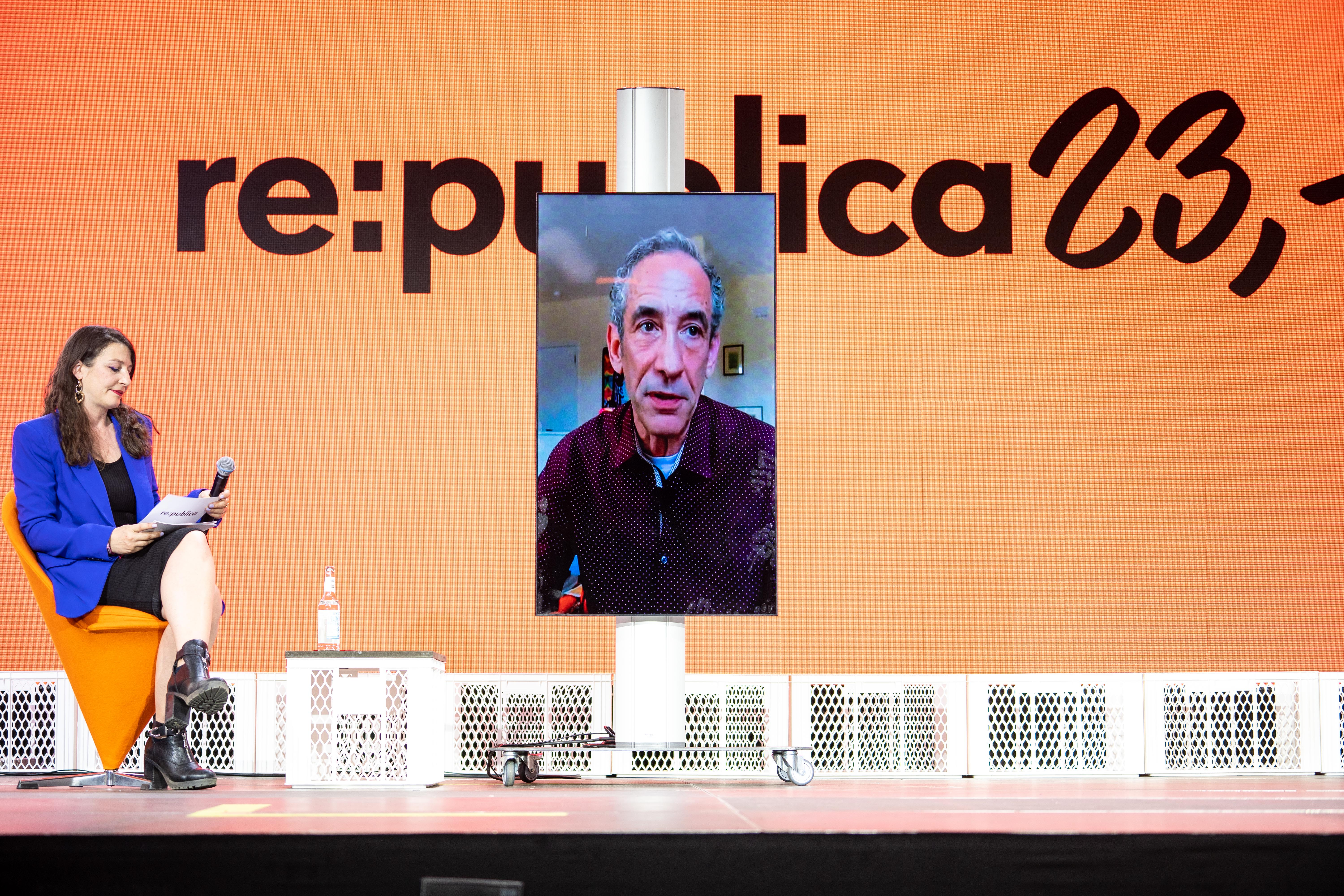
Douglas Rushkoff am 5. Juni des Jahres auf der re:publica 2023 online im Gespräch mit der Moderatorin, Politikwissenschaftlerin und internationalen Digital-Beraterin Geraldine de Bastion zu seinem Buch Survival of the richest

### 2023
Die 17. re:publica fand vom 5. bis zum 7. Juni 2023 in der Arena Berlin, dem Festsaal Kreuzberg und umliegenden Örtlichkeiten statt. Unter dem Motto CASH ging es darum, das Thema Geld und seine Auswirkungen näher zu beleuchten.

### 2024
Die 18. re:publica fand vom 27. bis zum 29. Mai 2024 unter dem Motto Who cares? (mehrdeutig: Wen kümmert’s?) im Messe- und Veranstaltungszentrum Station Berlin statt.

### 2025
Die 19. re:publica fand vom 26 bis 28. Mai 2025 unter dem Motto Generation XYZ erneut im Messe- und Veranstaltungszentrum Station Berlin statt.

## Kritik
2018 löste eine Aktion der Bundeswehr eine Debatte aus: Vor dem Gelände der Digitalkonferenz warben Soldaten der Bundeswehr unter dem Motto „Zu Bunt gehört auch Grün“ für ihre Teilnahme in Uniform. Hintergrund war eine vorausgegangene Debatte über eine offizielle Teilnahme der Bundeswehr an der Konferenz, etwa durch einen eigenen Stand. Besonders der Umstand, dass die Bundeswehr-Angehörigen in Uniform an der Konferenz teilnehmen wollten, führte zu einer Ablehnung durch die Veranstalter.
Anne Roth kritisierte 2024 eine inhaltliche Beliebigkeit der unter jährlichen Mottos stattfindenden Konferenzreihe sowie die hohe Zahl von Regierungsvertretern der Europa-, Bundes- und Landespolitik. Aufgrund zuletzt wenig kritischer Stimmen sei die re:publica ein „digitales Wohlfühl-Festival für Leute geworden, denen irgendwer das Ticket bezahlt“, polemisierte sie.
2025 wies Lobbycontrol darauf hin, dass die Veranstalter der re:publica weiterhin finanzielle Zuwendungen durch IT-Unternehmen und Big Tech erlaubten. Im gleichen Jahr waren etwa Google und TikTok Sponsoren ausgewählter Podien der Konferenz. Das Sponsoring diene gezielt der „politische Landschaftspflege und eine[r] Verbesserung des Verhältnisses zur Zivilgesellschaft“. Die NGO rief zur Überarbeitung der Partnerregeln auf.

## Konferenzen außerhalb Berlins
Am 20. Oktober 2016 und am 7. und 8. September 2017 fand eine re:publica in Dublin statt und in Thessaloniki vom 11. bis 13. September 2017. Vom 14. bis 15. Dezember 2018 fand die erste re:publica in Accra statt.
In den USA fand von Oktober 2018 bis März 2019 innerhalb eines Deutschlandjahres die re:publica an fünf Orten statt. Das Deutschlandjahr wurde organisiert vom Auswärtigen Amt, Goethe-Institut und dem Bundesverband der Deutschen Industrie (BDI).
Am 22. und 23. September 2023 fand die re:publica auf Einladung des Hamburger Kultursenators Carsten Brosda als Gast des Reeperbahn Festivals auf dem Heiligengeistfeld in Hamburg statt.